# Dudley
Dudley (/ˈdʌdli/ ⓘ) là một thị trấn lớn ở West Midlands của Anh, cách Wolverhampton 6 dặm (9,7 km) về phía đông nam và cách Birmingham 10,5 dặm (16,9 km) về phía tây bắc. Đây là trung tâm hành chính của Khu tự quản vùng đô thị Dudley và tính đến năm 2011 có dân số 79.379 người. Khu đô thị (Metropolitan Borough), mà cũng bao gồm các thị trấn Stourbridge và Halesowen, có dân số 312.900 người. Dudley có khi được gọi là thủ phủ của Black Country.